# Liste der Bischöfe von Viterbo
Die folgenden Personen waren Bischöfe von Viterbo (Italien):
- Johannes (1188 bis 6. April 1199)
- Raniero (1199–1222)
- Filippo (1223–...)
  - Raniero Capocci (1226–1233), Apostolischer Administrator
- Matteo Sappolini (1233–1239)
  - Raniero Capocci (1243), Administrator[1]
- Scambio Aliotti (1245–1253)
- Alferio (1254–1258)
- Pietro (1259)
- Filippo (1263–1285)
- Pietro di Romanuccio (1286–1312)
- Giovanni (1312–1318)
- Angelo Tignosi (1318–1343)
- Bernardo del Lago (1344–1347)
- Pietro (13. Mai 1348 bis 3. Juli 1348)
- Giovanni (1348)
- Pietro Dupin (1348–1350)
- Niccolò de’ Vetuli (1350–1385)
- Giacomo Ranieri (1385–1417)
- Giacomo di Angeluccio Uguzzolini (1417–1429)
- Giovanni Cecchini Caranzoni (1430–1460)
- Pietro di Francesco Gennari (1460–1472)
- Francesco Marria Sèttala (1472–1491)
- Matteo Cybo (1491–1498)
- Raffaele Sansoni Riario (1498–1506) (Administrator)
- Ottaviano Visconti Riario (1506–1523)
- Egidio da Viterbo (Antonini) OESA (1523–1531)
- Niccolò Ridolfi (1532–1533) (Administrator)
- Giampietro Grassi (1533–1538)
- Niccolò  Ridolfi (1538–1548)
- Niccolò di Antonio Ugolini (1548–1551)
- Sebastiano Gualtiero (1551–1566)
- Giovanni Francesco Gàmbara (1568–1580)
- Carlo Montigli (1576–1594)
- Girolamo Matteucci (1594–1609)
- Lanfranco Margotti (1609–1611)
- Tiberio Muti (1611–1636)
- Alessandro Cesarini Sforza (1636–1638)
- Francesco Maria  Brancaccio (1638–1670)
- Stefano  Brancaccio (1670–1682)
- Urbano  Sacchetti (1683–1699)
- Andrea  Santacroce  (1701–1712)
- Michelangelo dei Conti (1712–1719)
- Adriano Sermattei (1719–1731)
- Alessandro degli Abbati (1731–1748)
- Raniero Felice Simonetti (1748–1749)
- Giacomo Oddi (1749–1770)
- Francesco Angelo Pastrovich (1772–1783)
- Muzio Gallo (1785–1801)
- Dionisio Ridolfini Conestabile (1803–1806)
- Antonio Gabriele Severoli (1808–1824)
- Gaspare Bernardo Pianetti (1826–1861)
- Gaetano Bedini (1861–1864)
- Matteo Eustachio Gonella (1866–1870)
- Luigi Serafini (1870–1880)
- Giovanni Battista Paolucci (1880–1892)
- Eugenio Clari (1893–1899)
- Antonio Maria Grasselli OFMConv (1899–1913)
- Emidio Trenta (1914–1942)
- Adelchi Albanesi (1942–1970)
- Luigi Boccadoro (1970–1987)
- Fiorino Tagliaferri (1987–1997)
- Lorenzo Chiarinelli (1997–2010)
- Lino Fumagalli (2010–2022)
- Orazio Francesco Piazza (seit 2022)